# NGC 7542
NGC 7542 is een spiraalvormig sterrenstelsel in het sterrenbeeld Pegasus. Het hemelobject werd op 5 oktober 1864 ontdekt door de Duitse astronoom Albert Marth.

## Synoniemen
- ZWG 431.25
- PGC 70796